# Мінамі-Айдзу (Фукусіма)

37°12′1″ пн. ш. 139°46′24″ сх. д. / 37.20028° пн. ш. 139.77333° сх. д.
Міна́мі-А́йдзу (яп. 南会津町, みなみあいづまち, МФА: [mʲinamʲi ai̯d͡zu mat͡ɕi̥]) — містечко в Японії, в повіті Мінамі-Айдзу префектури Фукусіма. Станом на 1 жовтня 2008 площа містечка становила 886,52 км². Станом на 1 січня 2009 населення містечка становило 18 700 осіб.